# Asclepias nummularia
Asclepias nummularia är en oleanderväxtart som beskrevs av John Torrey. Asclepias nummularia ingår i släktet sidenörter, och familjen oleanderväxter. Inga underarter finns listade i Catalogue of Life.